# Hope (Dakota del Nord)
Hope è un centro abitato (city) degli Stati Uniti d'America, situato nella Contea di Steele nello Stato del Dakota del Nord. Nel censimento del 2000 la popolazione era di 303 abitanti. La città è stata fondata nel 1881.

## Geografia fisica
Secondo i rilevamenti dell'United States Census Bureau, la località di Hope si estende su una superficie di 1,60 km², tutti occupati da terre.

## Popolazione
Secondo il censimento del 2000, a Hope vivevano 303 persone, ed erano presenti 75 gruppi familiari. La densità di popolazione era di 189 ab./km². Nel territorio comunale si trovavano 155 unità edificate. Per quanto riguarda la composizione etnica degli abitanti, il 98,68% era bianco, lo 0,33% era afroamericano, lo 0,33% proveniva dall'Asia e lo 0,66% apparteneva a due o più razze. La popolazione di ogni razza ispanica corrispondeva allo 0,66% degli abitanti.
Per quanto riguarda la suddivisione della popolazione in fasce d'età, il 29,7% era al di sotto dei 18, il 4,3% fra i 18 e i 24, il 26,1% fra i 25 e i 44, il 16,2% fra i 45 e i 64, mentre infine il 23,8% era al di sopra dei 65 anni di età. L'età media della popolazione era di 41 anni. Per ogni 100 donne residenti vivevano 94,2 maschi.